# الأعمدة البازلتية في السعودية
الأعمدة البازلتية (بالإنجليزية: Basalt أوBasalt columns) هي تكوينات جيولوجية طبيعية عبارة عن أعمدة صخرية تكونت بفعل الحمم البركانية التي بردت ثم تشكلت بفعل الطقس على أشكال هندسية ذات أضلاع خماسية أو سداسية أو سباعية تتلون بالأسود أو الرمادي، توجد على قمة جبل مشرف في محافظة الحرجة في عسير جنوب السعودية، وعليها بعض الرسومات القديمة التي خلفها رعاة الأغنام، كما تنتشر مثيلاتها في المنطقة في وادي (يعوض) في الحرجة، وفي حرة السراة، وفي وادي العسران، وقرية دبسا الواقعة بين القحمة والبرك على امتداد الجبل الأسود بعسير. كما توجد في المدينة المنورة في حرّة رهاط.

### الأعمدة البازلتية عالمياً
حسب منظمة اليونكسو العالمية تنتشرالأعمدة البازلتية في 14 دولة فقط حول العالم، وتنتشرفي عدد من المناطق حول العالم، مثل (ممر العمالقة) على ساحل أيرلندا، ومنتزه يلوستون الوطني في الولايات المتحدة، كما تتواجد أيضاً في تركيا وأيسلندا.

## انظر ايضاً
- جيولوجيا السعودية
- حرة رهاط
- حرة السراة